# Franz Friedrich Masaidek
Franz Friedrich Masaidek, Pseudonym Argus (* 4. Oktober 1840 in Wien; † 6. April 1911 ebenda) war ein österreichischer Schriftsteller und Journalist.

## Leben
Als Sohn eines Kürschnermeisters geboren, erlernte er dessen Handwerk und führte das Geschäft seines Vaters von 1861 bis 1864.
Bereits ab 1858 verfasste er humoristische Feuilletons, unter anderem in der Wiener Vorstadtzeitung, dem Wanderer und der Ostdeutschen Rundschau. 1862 wurde er für viele Jahre einer der Hauptmitarbeiter der Satirezeitschrift Figaro, wo er auch mit einem seiner Freunde, Ludwig Anzengruber, arbeitete. 1863 wurde er Conkneipant der Burschenschaft Olympia Wien. 1866 war er als Redakteur des während des Deutschen Krieges erscheinenden Wochenblattes Die Sturmglocke tätig. Später wurde er Mitarbeiter und Chefredakteur des antisemitischen Kikeriki sowie Feuilletonist der Deutschen Zeitung. Nebenbei schrieb er Kalendergeschichten für den Lahrer Hinkenden Boten und den Wiener Almanach. Über zehn Jahre war er Mitarbeiter von Georg Büchmann, für dessen Geflügelte Worte er zahlreiche Beiträge schrieb.

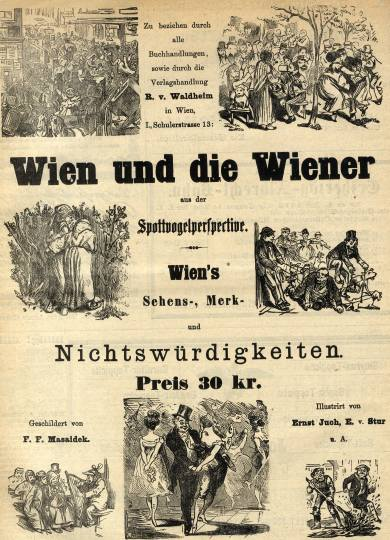
Wien und die Wiener aus der Spottvogelperspektive. Wien's Nichtswürdigkeiten. 28. Juni 1873. Geschildert von F. F. Masaidek.

Ab den 1860er Jahren trat er als radikaler Volks- und Versammlungsredner sowie als politischer Agitator auf. 1882 gründete er mit Georg von Schönerer den Deutschnationalen Verein. Diesem gehörte er bis zu dessen behördlicher Auflösung 1889 als Vorstandsmitglied an. Er wurde Anhänger von Karl Lueger und Wortführer der Vereinigten Christen.
In den Wiener Neuesten Nachrichten verfasste er 1900 aphoristische Glossen unter dem Titel Wiener Gasflammen. 1904 wurde er Mitarbeiter des Satireblattes Der liebe Augustin, 1908 der Fliegenden Blätter.
In den letzten Jahren seines Lebens war er krank und verbittert. Er bezog auf Beschluss des Wiener Gemeinderats von 1907 aufgrund seiner schriftstellerischen Tätigkeit eine Ehrenpension. Eine weitere Ehrenpension erhielt er vom Journalisten- und Schriftstellerverein Concordia.

## Veröffentlichungen (Auswahl)
- Gimpelmeyer's Fahrt zur Krönung nach Pest. Wien 1867. (Online)
- Staberl als Fremdenführer in Wien und Umgebung. Wien 1868. (Online)
- Die politische Weltpest, oder der Liberalismus im wahren Lichte nach der Zeitgeschichte. Von einem Menschen- und Staatenfreunde. Wien 1870.
- Wien und die Wiener aus der Spottvogelperspektive: Wien's Sehens-, Merk- und Nichtswürdigkeiten. Wien 1873. (Online)
- Georg Schönerer, eine Schutz- und Trutzschrift von einem Deutschnationalen. 4. Auflage, Wien 1887.
- Lose Gedanken. Wien 1891.
- Georg Schönerer und die deutschnationale Bewegung. Wien 1898.